# Hypomecis subdetractaria
Hypomecis subdetractaria är en fjärilsart som beskrevs av Louis Beethoven Prout 1923. Hypomecis subdetractaria ingår i släktet Hypomecis och familjen mätare. Inga underarter finns listade i Catalogue of Life.